# Osetnik korsykański
Osetnik korsykański (Carduelis corsicana) – gatunek małego ptaka z rodziny łuszczakowatych (Fringillidae). Występuje na kilku wyspach na Morzu Śródziemnym należących do Francji i Włoch. Nie jest zagrożony wyginięciem.

## Systematyka
Takson ten był uznawany za podgatunek osetnika zwyczajnego (C. citrinella), obecnie klasyfikowany jest jako odrębny, monotypowy gatunek.

## Zasięg występowania
Wyspy Korsyka, Sardynia, Gorgona, Capraia i Elba od poziomu morza do około 1650 m n.p.m., osiadły.

## Charakterystyka
WyglądDługość ciała 11,5–12,5 cm. Upierzenie identyczne jak osetnika zwyczajnego, ale z mniej zielonkawym, ciemno kreskowanym, brązowym grzbietem i żywo żółtym spodem ciała. Szarawe pokrywy nadogonowe.
GłosŚpiew jest niski, podzielony i bardziej fletowy niż osetnika zwyczajnego; bardziej przypomina śpiew makolągwy lub strzyżyka. Głos wabiący przeciąglejszy i czystszy. Głos alarmowy podobny do gila, jest to dii.

## Status
IUCN uznaje osetnika korsykańskiego za gatunek najmniejszej troski (LC, Least Concern) od 2004 roku, kiedy to został po raz pierwszy sklasyfikowany jako odrębny gatunek. Według szacunków BirdLife International z 2021 roku, liczebność populacji wynosi 26–51 tysięcy dorosłych osobników. Trend liczebności populacji nie jest znany.